# کبک خیزرانی
کبک خیزرانی (نام علمی: Bambusicola) نام یک سرده از تیره قرقاولان است.

## گونه‌ها
- کبک خیزرانی کوهی, Bambusicola fytchii
- کبک خیزرانی چینی, Bambusicola thoracicus